# Witold Jaros
Witold Jaros (ur. 30 października 1942 w Radomsku) – polski lakiernik, poseł na Sejm PRL VII kadencji.

## Życiorys
Uzyskał wykształcenie zasadnicze zawodowe. Pracował jako lakiernik w Zakładach Przemysłu Meblarskiego im. Gwardii Ludowej w Radomsku. Był inicjatorem ruchu racjonalizatorskiego. Został odznaczony odznaką „Zasłużony Przodownik Pracy Socjalistycznej” i Medalem 30-lecia Polski Ludowej. W 1975 był delegatem na VII Zjazd Polskiej Zjednoczonej Partii Robotniczej. W 1976 z jej ramienia uzyskał mandat posła na Sejm PRL w okręgu Piotrków Trybunalski. Zasiadał w Komisji Leśnictwa i Przemysłu Drzewnego oraz w Komisji Spraw Zagranicznych.